# Hứa Văn Định
Hứa Văn Định (1933-1995), nhà văn, biên kịch điện ảnh Việt Nam.

###### Nguyên quán
Thái Thuỵ, Thái Bình

###### Học vấn
Học viện Nông nghiệp Việt Nam
Đại học Sân khấu và Điện ảnh (Biên kịch Điện ảnh - Khoá I)

## Tác phẩm nổi bật
Số đỏ (kịch bản phim chuyển thể) 
Giông tố (phim) chuyển thể 
Khát vọng bi thương (kịch bản phim chuyển thể) 
Mắt trẻ thơ (tiểu thuyết)
Loạn Cung Trăng (Kịch thơ)
.....

## Chân dung Hứa Văn Định
Nhà văn Hoàng Quốc Hải - Kẻ Sĩ Trước Thời Cuộc (Nhà xuất bản Phụ Nữ, 2014): "Hứa Văn Định như mọi người đã biết, anh xuất thân trong một gia đình nho học, là bộ đội, sau năm 1954, về học Đại Học Nông nghiệp rồi viết báo. Cuối cùng anh chuyển sang biên kịch điện ảnh và sáng tác kịch bản phim. Song hơn hết, anh là một nhà văn."
Nhà văn Phạm Xuân Nguyên - Một kiếp bên trời (2003): "Trong mười chân dung nghệ sĩ của tập sách mới này, có đến một nửa Bùi Ngọc Tấn dành cho những người bạn cùng “một kiếp bên trời” của mình mà bóng dáng đôi người đã từng có trong tiểu thuyết của ông: Dương Tường, Lê Mạc Lân, Lê Bầu, Nguyên Bình, và Hứa Văn Định."
"Nó cắt ngang lời đề tặng trên cuốn sách đầu tiên thời hậu goulag của ông dành cho vợ chồng nhà văn, nhà biên kịch Hứa Văn Định: “Để hai bạn biết rằng mình lại viết. Rằng mình vẫn còn thoi thóp chứ chưa chết hẳn”. Ông đã đốt cuốn sách này trước mồ bạn. Hứa Văn Định là một trong những người bạn tích cực thúc giục, động viên Bùi Ngọc Tấn viết văn trở lại, vì không thể không viết, sau những gì đã trải." 
Nhà văn Võ Khắc Nghiêm - Người kể chuyện vạm vỡ phong lưu (Văn Nghệ, số 42/2019): "Tôi có nhiều kỷ niệm sâu sắc với nhà văn Hoài An, nhà văn Hứa Văn Định, nhà văn Nguyễn Thế Hội và chịu nhiều ảnh hưởng của họ trong sáng tác, trong cách sống nhân ái, bao dung, chân thành. Sau chiến tranh biên giới phía Bắc, Hoài An nhắn ông Định, bảo tôi chịu khó viết ký, truyện ngắn gửi cho báo Văn nghệ, ông sẽ biên tập cho. Tôi mang truyện ngắn: Một chàng thợ mỏ đáng yêu ở Đồi Trăng lên báo, không gặp ông nên gửi lại cho tòa soạn. Ông chỉ sửa lỗi chính tả, đổi tên thành Chuyện ở Đồi Trăng in ngay số Tết rồi đích thân mang báo đến cho ông Định, nói: “Chuyện này nó viết có duyên, làm phim được lắm!”. Ông Định đổi tên thành Kỷ niệm Đồi Trăng và giúp tôi viết thành kịch bản phim truyện. Đây là bộ phim truyện đầu tay của tôi, tạo được ấn tượng tốt với công chúng, có công rất lớn của nhà văn Hoài An và nhà văn Hứa Văn Định. Điều này tôi không bao giờ quên."